# Tambourissa paradoxa
Tambourissa paradoxa är en tvåhjärtbladig växtart som beskrevs av Janet Russell Perkins. Tambourissa paradoxa ingår i släktet Tambourissa och familjen Monimiaceae. Inga underarter finns listade i Catalogue of Life.